# Spomenik pobjedi naroda Slavonije
Spomenik pobjedi naroda Slavonije (poznat i kao Spomenik narodu-heroju Slavonije) bio je monumentalni spomenik od nehrđajućeg čelika, postavljen na padinama Papuka pored sela Kamenske u današnjoj Požeško-slavonskoj županiji. Spomenik je bio rad poznatog kipara Vojina Bakića. Otkriven je 1968. godine te je u trenutku postavljanja bio najveća postmodernistička skulptura na svijetu.
Sam je spomenik podignut u čast poginulim partizanskim borcima i žrtvama fašističkog terora s prostora Slavonije, a službeno je posvećen Šestom slavonskom korpusu NOVJ-a. Papuk, na čijim se obroncima spomenik nalazio, i ostale planine koje okružuju Požešku kotlinu (Psunj, Dilj i Krndija) bili su žarišta partizanskog pokreta i služili kao sigurne zone tisućama srpskih civila koji su bježali od ustaških progona. Oružane snage NDH i njemački Wehrmacht u više su navrata pokušali uništiti partizanski teritorij u Slavoniji, a jedan se od najžešćih napada dogodio u ožujku i travnju 1943. godine, tijekom tzv. Papučko-psunjske operacije.
Rad na spomeniku započeo je 1957. godine, nakon što je Bakić pobijedio na natječaju raspisanom u tu svrhu. Po dovršenju je bio visok 30 metara, a izrađen je od nehrđajućeg čelika, čiju su otpornost i čvrstoću testirali vojni stručnjaci iz valjevske tvornice municije "Krušik". Spomenik je svečano otkrio predsjednik SFRJ Josip Broz Tito, 9. studenoga 1968. godine.
Spomenik pobjedi naroda Slavonije miniran je 21. veljače 1992. godine, čime je podijelio sudbinu brojnih drugih spomenika posvećenih NOB-u na prostoru bivše Jugoslavije. Postoji sumnja da su za miniranje Spomenika odgovorne snage Hrvatske vojske.